# Acanthus spinosus
Espèce
Classification APG III (2009)
Acanthus spinosus, l'acanthe épineuse, est une espèce de plantes à fleurs de la famille des Acanthaceae.

## Usage médicinal
La plante est réputée pour ses propriétés diurétiques.

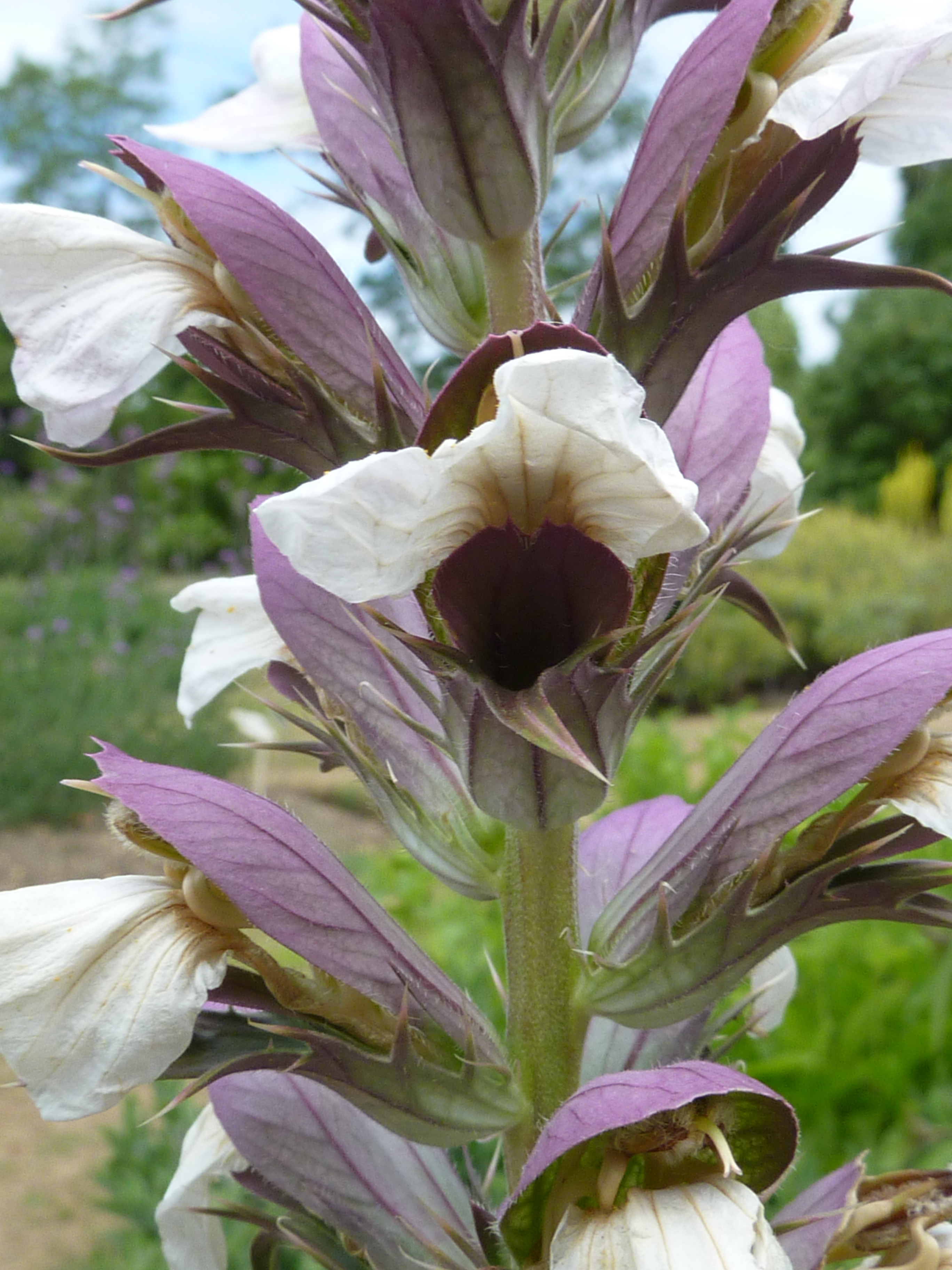
Détail des fleurs et des épines.